# مهراب شروان
مهراب میرزا پس از درگذشت برهان علی شاه خودخوانده شروان بود.

## زندگی
وی توسط رهبران شورشی بعنوان مدعی بعدی پس از مرگ ناگهانی برهان علی انتخاب شد. رابطه دقیق وی با شاهان سابق مشخص نیست اما اعتقاد بر این است که وی عضوی از خاندان شروانشاهان است. او با ارتش خود تا سقناخ پیشروی کرد، اما شکست خورد و از شروان فرار کرد.